# Klára Hosnedlová
Klára Hosnedlová (geboren 1990 in Uherské Hradiště, Tschechoslowakei) ist eine tschechische Künstlerin, die für ihre immersiven Installationen bekannt ist, in denen sie Stickerei, Skulptur, Performance und Architektur miteinander verbindet. Sie lebt und arbeitet in Berlin.

## Werdegang
Hosnedlová studierte von 2009 bis 2016 an der Akademie der Bildenden Künste in Prag und promoviert derzeit an der Fakultät für Bildende Künste der Technischen Universität Brünn. Ihre künstlerische Praxis entwickelte sich aus einem Interesse an Textilkunst, Architektur und performativen Prozessen.

## Werk und Stil
Hosnedlovás Arbeiten zeichnen sich durch eine hybride Verbindung von Handwerk, Mode, Design und Architektur aus. Ihre Installationen bestehen oft aus handgefertigten Möbeln, großformatigen Stickereien und skulpturalen Elementen, die in räumliche Szenografien eingebettet sind. Sie verwendet digitale Fotografien als Ausgangspunkt, die sie in Seidenfäden auf Leinwand überträgt.
Ein zentrales Thema ihrer Arbeit ist die Nostalgie und die Auseinandersetzung mit utopischen und postindustriellen Räumen. Ihre Performances finden meist in privaten, architektonisch bedeutenden Orten statt, etwa in den Apartments von Adolf Loos in Pilsen oder im Ještěd-Turm in Liberec.

## Ausstellungen
Hosnedlová hat international ausgestellt, darunter:
- Kunsthalle Basel (2024)
- Kestner Gesellschaft, Hannover (2023)
- Fondation Cartier, Paris (2019)
- Art Basel Parcours, Basel (2021)
- Hamburger Bahnhof, Berlin – CHANEL Commission „embrace“ (2025)
- 16. Biennale Lyon (2022)
- X Museum, Peking (2022)
- 54. Oktober Salon, Belgrad (2021)

## Sammlungen
Ihre Werke befinden sich in  Sammlungen, darunter: 
- Pinault Collection, Paris
- Boros Collection, Berlin
- Sammlung zeitgenössischer Kunst der Bundesrepublik Deutschland
- KAI 10 | Arthena Foundation, Düsseldorf